# The Little Spreewald Maiden
Pour plus de détails, voir Fiche technique et Distribution.
The Little Spreewald Maiden est un film américain sorti en 1910, réalisé durant l'été par Sidney Olcott avec lui-même et Gene Gauntier dans les rôles principaux.

## Fiche technique
- Réalisation : Sidney Olcott
- Scénario : Gene Gauntier
- Production : Kalem
- Directeur de la photo : George K. Hollister
- Longueur : 1 000 pieds
- Date de sortie : 1910
- Distribution : General Film Company

## Distribution
- Gene Gauntier : Freda
- Sidney Olcott : Hans

## Anecdotes
Film tourné durant l'été 1910, en Allemagne, à Raddush, au bord de la rivière Spree, puis terminé à New York.
The Little Spreewald Maiden est le troisième film tourné par la troupe de la Kalem envoyée en Europe par Frank J. Marion, le patron de la compagnie. Auparavant, l'équipe composée de l'acteur réalisateur Sidney Olcott, de son actrice vedette Gene Gauntier, baptisée la Kalem Girl (la fille de Kalem) et du caméraman George K. Hollister. Les deux autres sont : The Lad from Old Ireland et The Irish Honeymoon.